# Sony α100
Sony α100 (oznaczenie fabryczne DSLR-A100) – pierwsza lustrzanka cyfrowa (ang. DSLR, Digital Single Lens Reflex Camera) firmy Sony, produkowana od czerwca 2006 do końca 2008 roku.
Jest następcą aparatu Konica Minolta Dynax 5D. Sony α100 konstrukcyjnie przypomina wcześniejsze modele, jednak posiada poprawiony system stabilizacji matrycy Anti-Shake występujący pod nową nazwą (Super SteadyShot). Aparat wykorzystuje matrycę o rozdzielczości 10.2 megapiksela i wielkości APS-C. Kolejną funkcją przejętą z modeli Konica Minolta jest funkcja Eyestart, która pozwala na automatyczne ustawianie ostrości po przyłożeniu oka do wizjera.